# Минский, Евгений Маркович
Евгений Маркович Минский (11 мая 1911, Санкт-Петербург — 31 марта 1975, Москва) — российский учёный.

## Биография
Родился в Санкт-Петербурге, в семье инженера Марка Наумовича Минского и Евгении Абрамовны Минской, зубного врача. С 1927 года жил в Москве. В 1928 году поступил в Московский государственный университет на математическое отделение, которое окончил в 1932. В 1935 защитил кандидатскую диссертацию работая в Геодезическим институте, а в 1946 году защищает докторскую диссертацию по проблеме посвященной турбулентности русловых потоков. С именем Минского связано создание новой гидродинамической теории разработки газовых месторождений и газодинамических исследований скважин. Профессор.
Похоронен на Донском кладбище секция  29   в 11 колумбарии.

### ЦАГИ
- С 1931 по 1933 и с 1935 по 1950 год работал в ЦАГИ техником-инженером, занимался вопросами теории крыла.

### ВНИИГАЗ
- В 1950 году Минский Е. М. переходит на работу во ВНИИГАЗ. Во ВНИИГАЗе возглавляет лабораторию газовой динамики, бессменным руководителем, которой он оставался в течение 20 лет. В лаборатории газовой динамики формировались теоретические основы проектирования разработки газовых месторождений. Е. М. Минский — один из основоположников развития науки разработки газовых и газоконденсатных месторождений", базирующегося на комплексном применении методов промысловой геологии, подземной газогидромеханики и отраслевой экономики. В 1953 г. во ВНИИГАЗе Е. М. Минский вместе с профессором А. Л. Козловым сформулировал основные принципы рациональной разработки газовых месторождений, которые стали основным программным документом при выполнении проектов разработки всех газовых месторождений в течение многих десятков лет.

### Ученики
- Коротаев, Юрий Павлович — первый аспирант, 1953 г.доктор технических наук, профессор, 25 лет возглавлял кафедру разработки и эксплуатации газовых и газоконденсатных месторождений Российского государственного университета (ранее МИНХ и ГП) нефти и газа имени И. М. Губкина; Заслуженный деятель науки РФ (1997 г.), Государственных премий (1978, 1986), Лауреат Государственной премии СССР в области науки и техники (1987 г.).
- Андреев Олег Филиппович[1] — кандидат технических наук (1966); доктор технических наук (1985); профессор (1987). Научный сотрудник ВНИИГаза (1959-68); начальник отдела 1-го главка в Мингазпроме (1968); руководитель лаборатории ВНИИГаза по разработке газовых месторождений Крайнего Севера (1971-80); заместитель директора ВНИИГаза по научной работе (1980-88). автор более 70 научных работ, лауреат Государственной премии СССР — за комплекс научно-технических решений по ускоренному вводу в разработку Медвежьего газового месторождения в условиях Крайнего Севера (1978).
- Тверковкин Сергей Михайлович
- Фиш Мария Львовна.
- Малых Аркадий Степанович
- Пешкин Мирон Аронович
- Фрумсон Юрий Викторович
- Максимов Ю. И.
- Гацулаев С. С.

## Семья
- Жена- Екатерина Федоровна
- Сын - Дмитрий Евгеньевич (род 8 июня 1940 - ск/ 25 авг 2001 г.) окончил физический факультет МГУ.

## Научные труды
- Минский Е.М., Турбулентнось русловых потоков. Гидрометиздат, 1952 г.
- Минский Е.М., Коротаев Ю.П. О работе газовой скважины с жидкостью в стволе и на забое. -ж. Газовая промышленность. август, 1957 г. -с.1-4.
- Андреев О.Ф., Минский Е.М. Методика определения дебита скважин, производительность которых ограничивается давлением в промысловом газосборном коллекторе. // Материалы НТС ВНИИГАЗ. Вып. 1, Гостоптехиздат,1963.-с.172-194
- Минский Е.М. О турбулентной фильтрации газа в пористых средах. // Тр. ВНИИГАЗа. М.: Гостоптехиздат, 1951.
- Минский Е.М. О конструкции высокодебитных скважин. Вопросы разработки и эксплуатации газовых месторождений. Тр. ВНИИГАЗа. М.: Гостоптехиздат, 1953.
- Минский Е.М. О притоке газа к забою несовершенной скважины при нелинейном законе сопротивления. Тр. ВНИИГАЗа. М.: Гостоптехиздат, 1954.
- Минский Е.М. Элементы статистического исследования фильтрационных движений. // Тр. ВНИИГАЗа. М.: Гостоптехиздат, 1958.

## О нем
- Коротаев Ю. П. Евгений Маркович Минский (1911—1975) // Сб. статей и воспоминаний. История ВНИИгаза — этапы развития / РАО Газпром, ВНИИгаз. — 1998.
- К 100-летию профессора Е. Минского  (недоступная ссылка)